# Vericiguat
El vericiguat, comercializado bajo la marca Verquvo, es un medicamento utilizado para reducir el riesgo de muerte cardiovascular y hospitalización en ciertos pacientes con insuficiencia cardiaca tras un episodio reciente de descompensación aguda.  Se toma por vía oral. El vericiguat es un estimulador de la guanilato ciclasa soluble (GCs).
Entre los efectos secundarios más frecuentes se encuentran la presión arterial baja y el recuento bajo de glóbulos rojos (anemia).
Fue aprobado para uso médico en Estados Unidos en enero de 2021, y para el mismo uso en la Unión Europea en julio de 2021. La Administración de Alimentos y Medicamentos de los Estados Unidos lo considera un medicamento de primera clase (en inglés: first-in-class medication), es decir, un prototipo de fármaco que utiliza un "mecanismo de acción nuevo y único" para tratar una enfermedad concreta.

## Usos médicos
El vericiguat está indicado para reducir el riesgo de muerte cardiovascular y hospitalización por insuficiencia cardiaca tras una hospitalización previa por insuficiencia cardiaca o necesidad de diuréticos intravenosos ambulatorios, en adultos con insuficiencia cardiaca crónica sintomática y una fracción de eyección inferior al 45%.
El vericiguat suele administrarse por vía oral una vez al día con alimentos. No es necesario ajustar la dosis en ancianos, personas con insuficiencia hepática de leve a moderada o con insuficiencia renal. Para 2024, no se ha encontrado información sobre estudios en pacientes con insuficiencia renal grave, insuficiencia hepática grave o en diálisis.
El vericiguat está contraindicado en el embarazo. Aunque no hay estudios sobre su seguridad cuando lo utilizan mujeres embarazadas, los estudios en animales sugieren tasas más elevadas de defectos congénitos, así como un mayor número de abortos y reabsorciones. También puede pasar a la leche materna, pero se desconocen los efectos sobre los lactantes. El fabricante aconseja que las pacientes en edad fértil utilicen métodos anticonceptivos y sean evaluadas por si están embarazadas antes de iniciar el tratamiento.

## Efectos adversos
Dentro de los efectos adversos más comunes destacan la hipotensión sintomática y la anemia. Los pacientes que toman otros inhibidores de la GCs no deben tomar vericiguat. Está contraindicada la toma junto con nitratos de acción prolongada o con inhibidores de la 5-fosfodiesterasa.. 

## Mecanismo de acción
El vericiguat es un estimulador de la guanilato ciclasa soluble (GCs), con un efecto vasodilatador asociado y disminución significativa en los parámetros de reflexión de la onda aórtica.
Fue aprobado para uso médico en Estados Unidos en enero de 2021. Tiene la particularidad de unirse a un sitio no dependiente de óxido nítrico al mismo tiempo que aumenta la afinidad de la enzima hacia dicho compuesto, siendo este último mecanismo lo que lo diferencia de los nitratos y los inhibidores de la fosfodiesterasa